# G.9959
G.9959 és una recomanació de norma que especifica la capa física i la capa d'enllaç de dades del model OSI per a xarxes d'àrea personal sense cables (xarxa sense fil) i baixa velocitat de transmissió. És mantingut per l'organisme ITU sector telecomunicacions (ITU-T) i el va definir l'any 2012. G.9959 és implementat pel protocol de comunicacions Z-Wave.

## Arquitectura

### Capa física (PHY)
Tot dispositiu que sigueix la recomanació G.9959 haurà d'operar en alguna de las bandes sense llicència ISM. Les assignacions regionals
| Regió                               | Freqüència central               | Velocitat de transmissió | Amplada de banda |
| ----------------------------------- | -------------------------------- | ------------------------ | ---------------- |
| Austràlia, Brasil Nova Zelanda      | 919,8 MHz 921.40 MHz             | 100 Kb/s 9,6Kb/s 40Kb/s  | 400 KHz 300 KHz  |
| Xina                                | 868.40 MHz                       | 100 Kb/s 9,6Kb/s 40Kb/s  | 400 KHz 300 KHz  |
| Europa Sud Àfrica Emirats, Singapur | 869.85 MHz 868.40 MHz            | 100 Kb/s 9,6Kb/s 40Kb/s  | 400 KHz 300 KHz  |
| Hong Kong                           | 919.80 MHz                       | 100 Kb/s 9,6Kb/s 40Kb/s  | 400 KHz 300 KHz  |
| Índia                               | 865.20 MHz                       | 100 Kb/s 9,6Kb/s 40Kb/s  | 400 KHz 300 KHz  |
| Israel                              | 916.00 MHz                       | 100 Kb/s 9,6Kb/s 40Kb/s  | 400 KHz 300 KHz  |
| Japó, Taiwan                        | 922.50 MHz 923.90 MHz 926.30 MHz | 100 Kb/s 9,6Kb/s 40Kb/s  | 400 KHz 300 KHz  |
| Korea                               | 920.90 MHz 921.70 MHz 923.10 MHz | 100 Kb/s 9,6Kb/s 40Kb/s  | 400 KHz 300 KHz  |
| Malàisia                            | 868.10 MHz                       | 100 Kb/s 9,6Kb/s 40Kb/s  | 400 KHz 300 KHz  |
| Rússia                              | 869.00 MHz                       | 100 Kb/s 9,6Kb/s 40Kb/s  | 400 KHz 300 KHz  |
| EUA, Xile, Mèxic                    | 916.00 MHz 908.40 MHz            | 100 Kb/s 9,6Kb/s 40Kb/s  | 400 KHz 300 KHz  |

Modulacions i codificacions :
| Velocitat de transmissió | Modulació      | Codificació                                      | Separació   | Símbols |
| ------------------------ | -------------- | ------------------------------------------------ | ----------- | ------- |
| 100 Kb/s                 | GFSK, BT = 0.6 | NRZ                                              | 58 kHz ±10% | Binaris |
| 40 Kb/s                  | FSK            | NRZ                                              | 40 kHz ±10% | Binaris |
| 9,6 Kb/s                 | FSK            | Manchester Arxivat 2016-11-22 a Wayback Machine. | 40 kHz ±10% | Binaris |

Sensibilitat mínima de recepció :
| Velocitat de transmissió | Sensibilitat mínima de recepció |
| ------------------------ | ------------------------------- |
| 100 Kb/s                 | –89 dBm                         |
| 40 Kb/s                  | –92 dBm                         |
| 9,6 Kb/s                 | –95 dBm                         |

Format de la trama o datagrama :

### Capa d'enllaç (MAC)
Característiques generals :
- Protocol half duplex.
- Tipologia de xarxa en malla o Mesh.
- Identificador únic (32 bits) per cada xarxa ID number (HomeID).
- Màxim de 232 nodes (8 bits) en una xarxa.
- Algoritme per evitar col·lisions i Backoff.
- Operació en baix consum d'energia.
- Tipus de trama o datagrama :
  - Singlecast : trames amb un únic destinatari.
  - Acknowledgment : trama de confirmació de recepció.
  - Multicast : trama amb múltiples destinataris.